# Il matrimonio perfetto
Il matrimonio perfetto (Thrones, Dominations) è un romanzo giallo del 1998 iniziato da Dorothy L. Sayers nel 1937, ma lasciato incompiuto e completato da Jill Paton Walsh su richiesta degli eredi della Sayers solo sessant'anni dopo. Appartiene alla serie con protagonisti il detective dilettante Lord Peter Wimsey e sua moglie Harriet Vane.

## Trama
Lord Peter Wimsey e Harriet Vane, di ritorno dalla loro caotica luna di miele (narrata nell'ultimo romanzo completato dalla Sayers, Un'indagine romantica), si immergono nella routine matrimoniale, con tutte le gioie ma anche gli impegni che comporta: il matrimonio ha infatti fatto entrare Harriet nell'alta società cui appartiene il marito, e ora deve barcamenarsi tra cene e ricevimenti formali, dirigere la servitù in casa e ciononostante ritagliarsi un po' di tempo per proseguire con la sua attività di giallista; Peter deve abituarsi a condividere con sua moglie demoni e fantasmi che ha tenuto a lungo sepolti dentro di sé, e bilanciare la sua formalità e quasi impassibilità esteriore con la passionalità che dimostra alla moglie nei momenti di intimità. Il tutto sotto l'occhio vigile di amici e parenti, pronti ad individuare ogni minima sbavatura nel loro rapporto, e con aspettative anche pressanti sulla coppia (prima fra tutte la richiesta del fratello di Peter, il duca di Denver, di un erede maschio "di riserva" per la continuazione del lignaggio).
Ma "il matrimonio perfetto" del titolo è in realtà un altro: quello dell'impresario teatrale Laurence Harwell, che ha sposato la bellissima Rosamund, figlia di un avventato speculatore, e perciò all'epoca delle nozze in rovina e costretta a fare l'indossatrice per sopravvivere (un passato che odia le si rammenti). Ma dietro una facciata fatta di amore e passione, qualcosa scricchiola, se un giorno Rosamund viene trovata in casa sua strangolata! È stato il marito? Qualcun altro? Cosa si annidava in realtà dietro questa unione perfetta?
Accanto a questi due esempi di matrimoni, ne aleggia un altro: siamo infatti nel 1936, e il nuovo re Edoardo VIII (da poco succeduto al padre Giorgio V) vuole a tutti i costi sposare la sua amante Wallis Simpson, sfidando le regole della Chiesa anglicana e rischiando di precipitare il Paese in una crisi costituzionale...

## Edizioni italiane
- Il matrimonio perfetto, traduzione di Grazia Maria Griffini, collana Il Giallo Mondadori n.2639, Arnoldo Mondadori Editore, agosto 1999.

## Curiosità
Jill Paton Walsh ha poi continuato la serie di Lord Peter Wimsey con altri tre romanzi, solo uno dei quali è stato però tradotto in italiano: Morte presunta (A Presumption of Death) nel 2002.